# Agathaumas
Agathaumas is een geslacht van plantenetende ornithischische dinosauriërs, behorend tot de groep van de Ceratopia, dat tijdens het late Krijt leefde in het gebied van het huidige Noord-Amerika.

## Vondst en naamgeving
In 1872 ontdekten de amateurgeologen Fielding Bradford Meek en Henry Martyn Bannister terwijl ze op zoek waren naar fossiele schelpen bij de Black Butte in Sweetwater County in Wyoming de resten van een dinosauriër. Beiden waren op dat moment officieel in dienst van Ferdinand Vandiveer Haydens Geological Survey of the Territories en meldden hun vondst aan de paleontoloog die aan die overheidsorganisatie verbonden was: Edward Drinker Cope. Cope onderzocht de vindplaats zelf, ontdekte nog meer botten van een gedeeltelijk skelet en raakte erg opgetogen van de vondst.

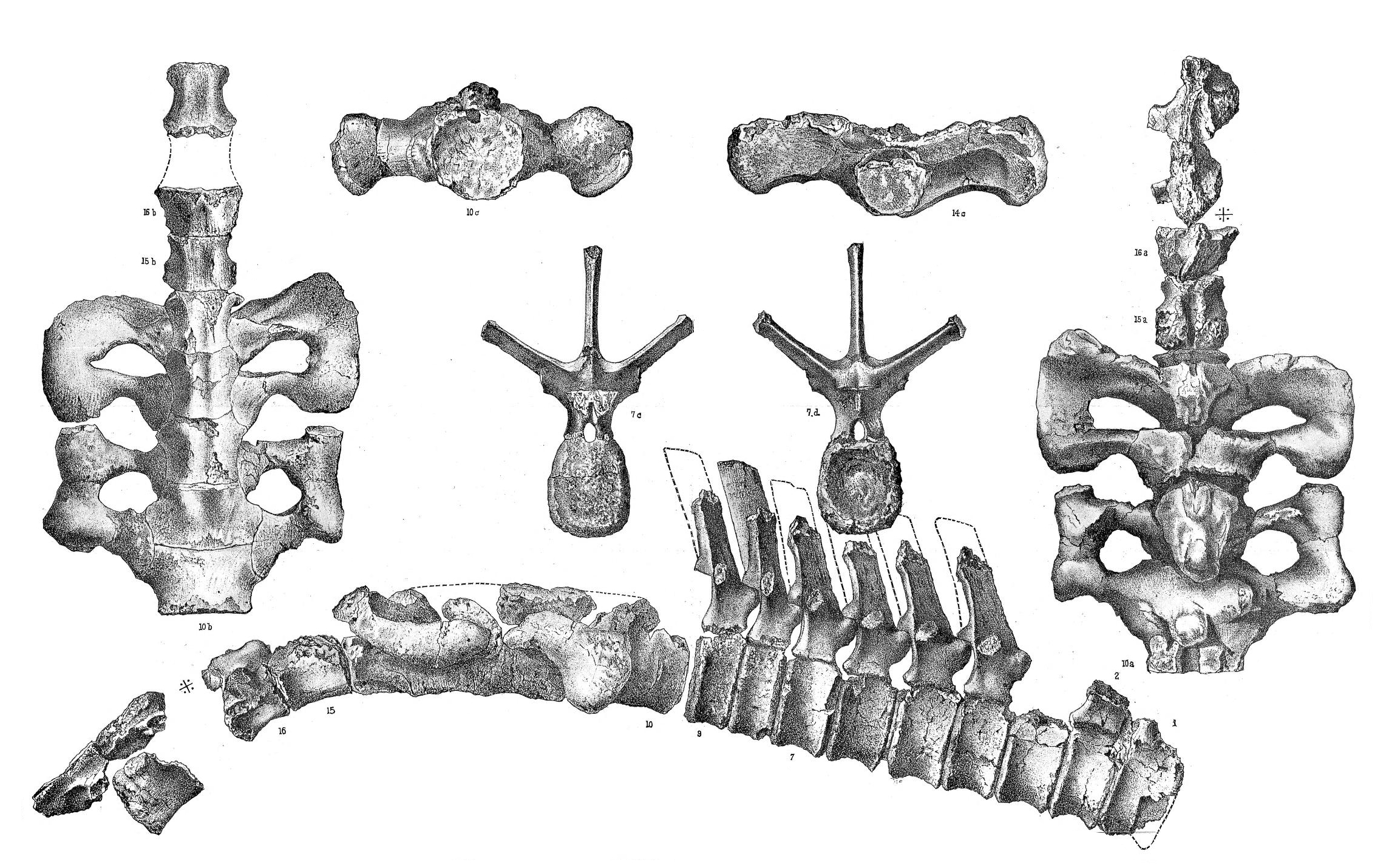
Het materiaal van Agathaumas sylvestris

In 1872 nog benoemde Cope de typesoort Agathaumas sylvestris. De geslachtsnaam is afgeleid van het Klassiek Griekse agan, "bovenmatig", en thauma, "wonder", en staat in de mannelijke uitgang ~as. Cope was namelijk verwonderd door de enorme omvang van het beest, waarvan hij op dat moment dacht dat het het grootste landdier was dat ooit gevonden werd. In feite waren Britse paleontologen toen al tot de conclusie gekomen dat de nog veel grotere sauropoden ook landdieren waren in plaats van zeedieren maar dat was nog niet tot Cope doorgedrongen. De soortaanduiding betekent "van het bos" in het Latijn, een verwijzing naar de vele fossiele plantenresten die ook op de vindplaats werden aangetroffen en die wezen op een leefgebied dat dicht begroeid was. Het woord wordt correct gespeld als silvestris en latere onderzoekers hebben de soortaanduiding vaak zo willen emenderen — wat ze poogden door de correcte spelling in hun publicaties te gebruiken — maar volgens de regels van de ICZN heeft de onjuiste spelling prioriteit en blijft de soortaanduiding sylvestris.
Het holotype, AMNH 4000, is gevonden in een laag van de Lanceformatie die dateert uit het Maastrichtien. De vondst van Agathaumas bewees dat de ouderdom minstens het Krijt was en niet het Tertiair zoals eerder werd gedacht. Het is een gedeeltelijk skelet zonder schedel. Het bestaat uit delen van het bekken, zestien wervels waaronder alle sacrale en ribben. Dit was de eerste meer omvangrijke vondst die van een ceratopiër gedaan werd en Cope wist niet goed met wat voor soort dier hij van doen had. Hij vergeleek het met Hadrosaurus, Dryptosaurus en Cetiosaurus maar moest concluderen dat de bouw toch fundamenteel anders was: it is evidently new to our system.
Dat bleek ook in 1874 toen hij wat botten gevonden in Colorado, een bovenstuk van een scheenbeen en een centrum van een sacrale wervel, specimen USNM 244537, benoemde als een tweede soort van Agathaumas: Agathaumas milo. Cope gaf geen etymologie van de soortaanduiding en het is een raadsel wat hij ermee bedoelde. De vondst werd ook niet voldoende door hem beschreven zodat de naam een nomen nudum bleef. In feite zijn de botten van een hadrosauride.
Na 1887 werd door de vondsten van Othniel Charles Marsh eerst duidelijk om welk type dieren het ging. Cope, die een rivaal van Marsh was, eiste nu de eer op de groep ontdekt te hebben. Marsh' Triceratops ging hij stug met Agathaumas aanduiden. Anders dan hij hoopte had dit niet zo'n effect op de naamgeving. Triceratops flabellatus werd door Karl Rudolf Burckhardt in 1892 hernoemd tot Agathaumas flabellatus. Triceratops prorsus Marsh 1890 werd in 1893 door Richard Lydekker hernoemd tot Agathaumas prorsus. Zijn eigen Polyonax mortuarius Cope 1874 werd in 1901 door Oliver Perry Hay hernoemd tot Agathaumas mortuarius en zijn Monoclonius sphenocerus Cope 1889 werd in 1897 door William Hosea Ballou hernoemd tot Agathaumas sphenocerus in een bijschrijft van een illustratie door Charles Knight. Zo recent als 1994 sprak Brent Breithaupt van een Agathaumas monoclonius maar dat was eigenlijk alleen een verwijzing naar de naam waaronder bij het American Museum of Natural History een afdruk van de illustratie van Knight besteld kon worden, namelijk Agathaumas (Monoclonius). De toevoeging "Monoclonius" wilde slechts aangeven wat het correcte geslacht van de soort was.
Triceratops bleef echter de gebruikelijke geslachtsnaam. In 1936 hernoemde Oskar Kuhn zelfs Agathaumas sylvestris tot een Triceratops sylvestris, vergetend dat Agathaumas, indien de geslachten samengevoegd worden, prioriteit heeft.
Gezien de locatie en ouderdom van de vindplaats betreft het holotype van Agathaumas hoogstwaarschijnlijk een exemplaar van Triceratops. Omdat Agathaumas als ouder synoniem prioriteit heeft, zou dat dus de naam van het geslacht moeten zijn. Die consequentie werd meestal vermeden met het argument dat het postcraniaal skelet ook niet te onderscheiden valt van dat van de veel zeldzamere Torosaurus die in dezelfde lagen gevonden wordt. Agathaumas is dan een nomen dubium. In 2009 echter begon Jack Horner te stellen dat Torosaurus de volwassen vorm was van, en dus identiek was aan, Triceratops. Klopt dat dan is Agathaumas geen nomen dubium meer en de geldige naam voor al het Agathaumas/Triceratops/Torosaurus-materiaal. Tot die gevolgtrekking is Horner echter niet gekomen.

### Soortenlijst
De naamgevingsgeschiedenis kan weergegeven worden in een soortenlijst.
- Agathaumas sylvestris Cope, 1872: typesoort
- Agathaumas flabellatus (Marsh, 1889) Burckhardt 1892: jonger synoniem van Triceratops horridus, = Triceratops flabellatus Marsh 1889
- Agathaumas milo Cope, 1874: nomen dubium, hadrosauride
- Agathaumas mortuarius (Cope, 1874) Hay, 1901: nomen dubium; = Polyonax mortuarius Cope 1874
- Aagathaumas prorsus (Marsh, 1890) Lydekker, 1893): = Triceratops prorsus Marsh 1890
- Agathaumas sphenocerus (Cope 1889) Balou 1897: nomen dubium, = Monoclonius sphenocerus Cope 1889; = Agathaumas monoclonius Breithaupt, 1994